# George Pan Cosmatos
George Pan Cosmatos (Jeorios Kosmatos; ur. 4 stycznia 1941 we Florencji, zm. 19 kwietnia 2005 w Victorii, Kanada) – grecki reżyser filmowy, urodzony we Włoszech, tworzący głównie w Stanach Zjednoczonych. 
Z wykształcenia był prawnikiem, jednak porzucił karierę adwokata aby ukończyć London Film School i związać się z filmem. Przygodę z filmem rozpoczął jako asystent reżyserów. Najpierw Otto Premingera przy filmie  Exodus (1960), a potem Michaela Cacoyannisa przy realizacji legendarnego  Greka Zorby (1964). Jako samodzielny reżyser zadebiutował w 1970 filmem Ukochany z Raquel Welch w roli głównej.
Zmarł na raka płuc w wieku 64 lat.

## Filmografia
- 1971: Ukochany (The Beloved)
- 1973: Masakra w Rzymie (Rappresaglia)
- 1976: Skrzyżowanie Cassandra (The Cassandra Crossing)
- 1979: Ucieczka na Atenę (Escape to Athena)
- 1983: Nieuchwytny wróg (Of Unknown Origin)
- 1985: Rambo II (Rambo: First Blood Part II)
- 1986: Cobra
- 1989: Lewiatan (Leviathan)
- 1993: Tombstone
- 1997: Spisek (Shadow Conspiracy)